# Vodocsa
Vodocsa (macedónul: Водоча) település Észak-Macedóniában, a Délkeleti körzetben, a Sztrumicai járásban.

## Népesség
- 2002-ben 318 lakosa volt, akik közül 316 macedón és 2 szerb.